# Rimski amfiteater, Sirakuze
Rimski amfiteater v Sirakuzah je ena najbolje ohranjenih zgradb v mestu Sirakuze na Siciliji iz zgodnjega cesarskega obdobja

## Lega
Amfiteater je v starodavnem predmestju Neapolis, v današnjem arheološkem parku, v bližini grškega gledališča in Hieronovega oltarja. Amfiteater je drugače usmerjen od teh drugih struktur in verjetno sledi linijam urbanističnega načrta, razvitega v poznem klasičnem obdobju, kar odraža ulica, odkrita v bližini svetišča Demetre v predmestju Achradina. Glavna cesta od Achradine do Neapolisa je vodila do amfiteatra skozi Avgustov slavolok, katerega temelji so še vedno in situ. Med lokom in amfiteatrom je bil monumentalni vodnjak, ki ga je napajala velika cisterna, ki še ni najdena. Ločena cisterna je vodo dovajala samemu amfiteatru - ohranjena je pod bližnjo cerkvijo sv. Nikolaja.

## Opis
Amfiteater je v veliki meri izkopan iz žive skale, na severovzhodu pa izkorišča pobočje istega skalnatega izrastka, v katerega je vgrajeno grško gledališče. Skoraj nič od nadgradnje, ki je bila zgrajena iz zidov, ni ohranjenega.
Zgradba ima monumentalne dimenzije, saj meri približno 140 metrov v dolžino in 119 metrov v širino.
Bila sta dva vhoda in zapleten sistem stopnic, ki so vodile od zgornjih nivojev do zunanjosti. V središču arene je bila pravokotna jama, ki je bila prvotno pokrita. Podzemni prehod je tekel od te jame do vhoda na južnem koncu amfiteatra. Ta jama in prehod sta bila potrebna za strojnice, ki so se uporabljale med razstavami. Sedeži v cavei so od same arene ločeni z visoko ploščadjo, pod katero je bil obokan hodnik, skozi katerega so v areno vstopali gladiatorji. Nad tem so bili sprednji sedeži, ki so bili rezervirani za visoke posameznike. Napise, izrezane na blokih ograje, je uredil Gentili in zdi se, da so bili namenjeni označevanju različnih sedežev.
Višje sta še dve pokriti pešpoti, ki tečeta po celotni areni pod sedeži, medtem ko je tretja pešpot potekala okrog vrha spomenika in je morda imela na vrhu stebre s streho. S teh krožnih poti je vrsta radialnih prehodov omogočala dostop do različnih sektorjev cavee.
Štirje apnenčasti drobci monumentalnega napisa od amfiteatra so ohranjeni in je, po Gentiliju, najverjetneje stal nad glavnim vhodom na južnem koncu arene. Lugli jo datira v avgustovo obdobje, Golvin pa julijsko-klavdijsko obdobje.
Amfiteater je prvič izkopal leta 1839 Domenico Lo Faso Pietrasanta.

## Bibliography
- Francesca Bottari, Pantalica e Siracusa, Libreria dello Stato, Istituto poligrafico e Zecca dello Stato, 2008
- F. Gringeri Pantano, L. Rubino (ed.), J.-P.-L. Hoüel, Jean Hoüel: voyage a Siracusa: le antichità della città e del suo territorio nel 1777, Palermo 2003.
- G. V. Gentili, "Studi e ricerche su l'anfiteatro di Siracusa," in Palladio, Rivista di storia dell'architettura, n.s., 23, 1973.
- G. Lugli, "L'architettura in Sicilia nell'età ellenistica e romana," in Studi minori di topografia antica, Atti VII Congresso Nazionale di Storia dell'Architettura, Roma 1955, pp. 98–101
- P. Sabbatini Tumolesi, G. L. Gregori, S. Orlandi, M. Fora, Epigrafia anfiteatrale dell'occidente romano, Roma 1988.
- Touring Club Italiano, Sicilia, Milano 1989.
- O. Belvedere, "Opere pubbliche ed edifici per lo spettacolo nella Sicilia di età imperiale," in Aufstieg und Niedergang der römischen Welt, H. Temporini ed. Berlino - New York 1988, pp. 353–357;
- R.J.A. Wilson, Sicily under the Romain Empire. The archaeology of a Roman Province, 36 B.C. - A.D. 535, Warminster 1990, pp. 81–83.
- F. Coarelli - M. Torelli, Sicilia, Bari 1992, pp. 257–258
- F. Buscemi, "Architettura e romanizzazione nella Sicilia di età imperiale: gli anfiteatri," ASS, III, XXI (2007), pp. 7–53